# 하이강구

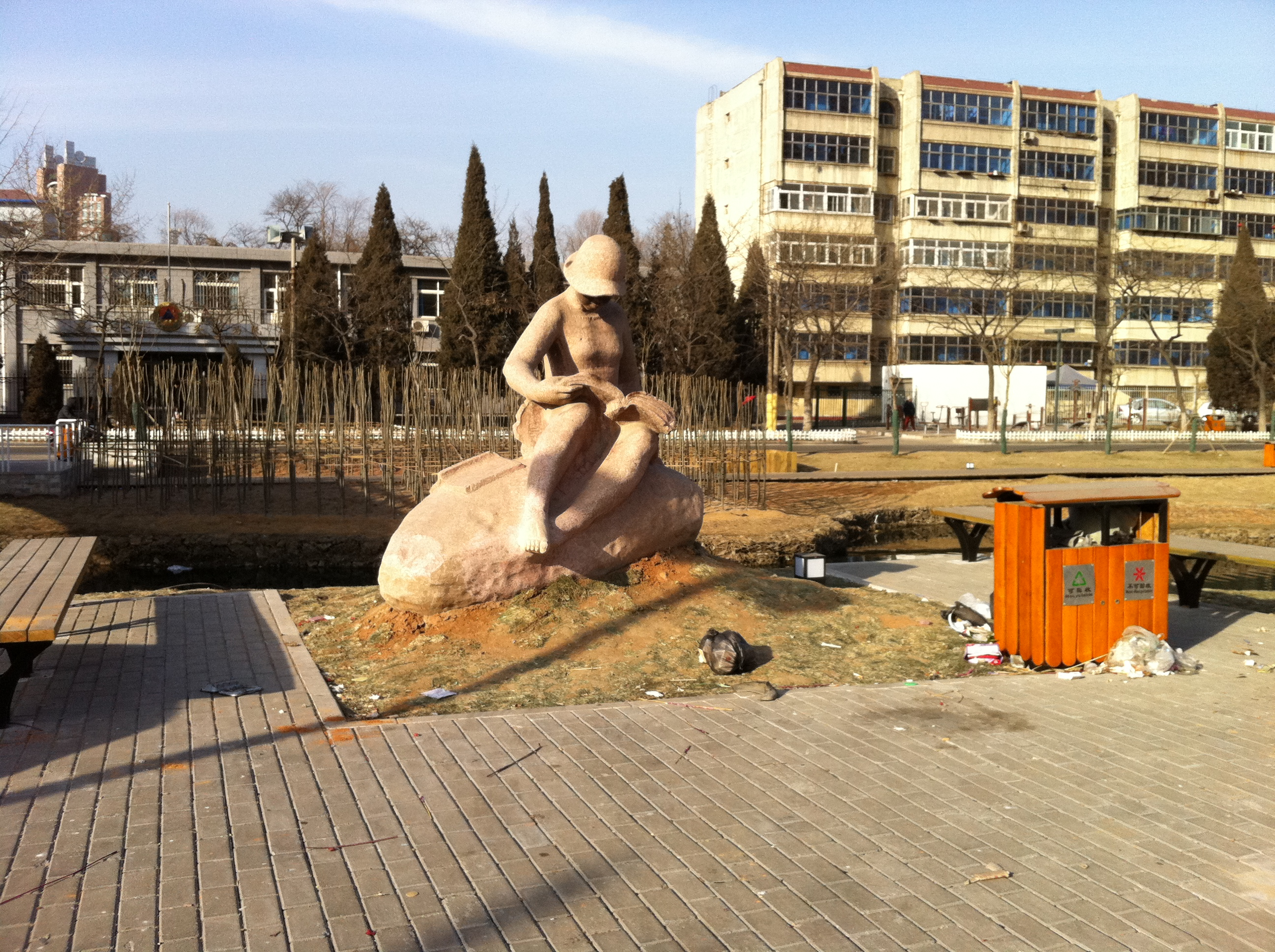

하이강구(한국어: 해항구, 중국어: 海港區, 병음: Hǎigǎng Qū)는 중화인민공화국 허베이성 친황다오 시의 행정구역이다. 넓이는 121km2이고, 인구는 2007년 기준으로 590,000명이다.

## 기후
연평균 기온은 10.4℃이고 연평균 강수량은 698.5mm이다.

## 행정 구역
11개 가도, 5개 진을 관할한다.
- 가도：文化路街道、海滨路街道、北环路街道、建设大街街道、河东街道、西港路街道、燕山大街街道、港城大街街道、东环路街道、白塔岭街道、珠江道街道。
- 진 : 东港镇、海港镇、西港镇、海阳镇、北港镇。